# Cyborg 2: Glass Shadow
Série
Cyborg
(1989) Cyborg 3: The Recycler
(1994)
Pour plus de détails, voir Fiche technique et Distribution.
Cyborg 2: Glass Shadow est un film américain réalisé par Michael Schroeder et sorti en DTV en 1993. Il s'agit de la suite non officielle[réf. nécessaire] du film Cyborg sorti quatre ans plus tôt. Aucun acteur ne reprend son rôle et l'univers de ce second opus est radicalement diffèrent. Noter qu'il s'agit de la deuxième apparition à l'écran de l'actrice Angelina Jolie, elle fit son premier film à l'âge de sept ans avec ses parents, dans Lookin' to Get Out de Hal Ashby, sorti en 1982. Elle jouait le rôle de Tosh, en compagnie de ses parents Jon Voight et Marcheline Bertrand.

## Synopsis
2074 : la Pinwheel Robotics vient de fabriquer un cyborg féminin parfait, aux formes de rêve, appelé Cash Reese, dont le corps renferme des explosifs liquides. Il a été créé dans le but d’infiltrer une compagnie concurrente et d’appuyer sur le détonateur. Un destin cruel que son cerveau ultra-perfectionné - et doué d'émotions - a parfaitement assimilé. Avec l’aide de Colton Hicks, un héros en chair et en os, elle va tenter l’impossible : échapper à son sort et à ses poursuivants lors d'une course contre le temps aussi démentielle que cauchemardesque.

## Fiche technique
Sauf indication contraire, les informations mentionnées dans cette section peuvent être confirmées par la base de données cinématographiques IMDb,  présente dans la section « Liens externes ».
- Titre original : Cyborg 2: Glass Shadow[Note 1]
- Titre québécois : Cyborg 2
- Réalisation : Michael Schroeder
- Scénario : Ron Yanover, Mark Geldman & Michael Schroeder
- Musique : Peter Allen
- Photographie : Jamie Thompson
- Montage : David M. Richardson
- Production : Raju Patel & Alain Silver
- Sociétés de production : Anglo-American Film Corporation, Trimark Pictures, Films International & Freedom Filmworks International
- Société de distribution : Vision International
- Pays :  États-Unis
- Langue : Anglais
- Format : Couleurs - 2,35:1 - Stéréo - 35 mm
- Genre : Science-fiction
- Durée : 95 min
- Dates de sortie : 
  -  États-Unis : 24 novembre 1993 (sortie vidéo)
  -  Canada : 16 mars 1999
  -  France : 9 janvier 2002 (sortie DVD)
- Classification[1] :
  -  États-Unis : R – Restricted (Les enfants de moins de 17 ans doivent être accompagnés d'un adulte).
  -  France : Tous publics

## Distribution
- Elias Koteas (VF : Bruno Dubernat) : Colson « Colt » Ricks
- Angelina Jolie (VF : Déborah Perret) : Casella « Cash » Reese
- Allen Garfield (VF : Jean-Claude Michel) : Martin Dunn
- Jack Palance (VF : Alain Floret) : Mercy
- Billy Drago (VF : Jean-Pierre Leroux) : Danny Bench
- Karen Sheperd : Raven Chen
- Ric Young : Bobby Lin
- Tracey Walter : Wild Card
- Sven-Ole Thorsen (VF : Vincent Grass) : le portier
- Elizabeth Sung : la chiromancienne

## Autour du film
- Après une petite apparition à l'âge de sept ans dans Lookin' to Get Out (1982), film dans lequel jouaient ses parents Jon Voight et Marcheline Bertrand, Glass Shadow marque le premier vrai rôle au cinéma de l'actrice Angelina Jolie.
- Allen Garfield dédicaça le film à l'acteur Ray Sharkey, décédé quelque temps plus tôt.

## Bande originale
- Crystal Hearts, interprété par Chan
- Nothin That Is Possible, interprété par Pauline Lameraux

## DVD
- Le DVD du film édité par Metropolitan est sorti en France le 9 janvier 2002 sous le nom de Cash Reese Glass Shadow. Le film est proposé en version française et en version originale. Les scènes du films sont visionnables par chapitres. Voici les suppléments de ce DVD:

1: Les filmographies des acteurs et du réalisateur
2: Les Bandes-Annonces
3: Lien internet

## SagaCyborg
- 1989 : Cyborg, d'Albert Pyun
- 1994 : Cyborg 3: The Recycler (en), de Michael Schroeder